# هيليارد
هيليارد (بالإنجليزية: Hilliard)‏ هي مدينة أمريكية تقع في ولاية فلوريدا. تبلغ مساحة هذه المدينة 14.2 (كم²)،ويبلغ عدد سكانها 2702 نسمة حسب إحصاء سنة 2010 م 2702.تشير إحصاءات سنة 2000م بأن الكثافة السكانية في هذه المدينة تقدر بـ(190.3) نسمة/كم2 

## أعلام
- دانيال توماس